# Mount Whyte
Mount Whyte je hora o nadmořské výšce 2990 metrů (podle jiných zdrojů 2983 metrů) v kanadské provincii Alberta. 
Nachází se v národním parku Banff nedaleko jezera Louise. Za své jméno vděčí siru Williamovi Methuenovi, který v roce 1898 pojmenoval horu po Williamu Whytem, zástupci Canadian Pacific Railway. 
Výstup na Mount Whyte je obvykle spojen s výstupem na Mount Niblock, přičemž výstup na Mount Whyte je mnohem obtížnější. 